# 良八世
良八世（拉丁語：Leo PP. VIII；915年—965年3月1日），於963年12月6日至965年3月岀任教宗。

## 譯名列表
- 良八世：天主教香港教區禮儀委員會：禧年專頁 （页面存档备份，存于）、香港天主教教區檔案　歷任教宗作良。
- 利奧八世：《大英簡明百科知識庫》2005年版[永久]作利奧。
- 利奧八世、列奧八世或萊奧八世：《世界人名翻譯大辭典》1993年版作利奧。
- 雷歐八世：國立編譯舘[永久]作雷歐。